# ویو
ویو (به فرانسوی: Vieu) یک کمون در فرانسه است که در Canton of Champagne-en-Valromey واقع شده‌است.

## خصوصیات
ویو ۶٫۵۴ کیلومترمربع مساحت و ۳۸۱ نفر جمعیت دارد و ۴۲۰ متر بالاتر از سطح دریا واقع شده‌است.